# Kaisa Melanton
Kaisa Brita Melanton, född Björklund 1 januari 1920 i Engelbrekts församling, Stockholm, död 12 november 2012 i Katarina församling, Stockholm, var en svensk textilkonstnär, formgivare målare och tecknare.

## Biografi
Kaisa Melanton var dotter till ingenjören Einar Björklund och Britta Larsson samt syster till antikhandlaren Torsten Björklund. Hon utbildade sig för Barbro Nilsson på Tekniska skolan 1938–1943 och bedrev därefter självstudier i Frankrike och Italien. Hon anställdes som konstnärlig medarbetare vid Handarbetets vänner 1951 samtidigt frilansade för olika uppdragsgivare.
Hon fick sitt första uppdrag för offentlig miljö 1953 med en ridå till biografen Flamman i Stockholm med eldslågor i applikationsteknik.
Hon var huvudlärare på Konstfackskolans textila linje 1969–1979 och konstnärlig ledare för Märta Måås-Fjetterströms verkstad i Båstad 1970–1975. Hon var rådgivare i konstnärliga frågor vid Handarbetets vänner i Stockholm 1979–1990. Hon gjorde ett stort antal textilier i offentlig miljö, bland annat 2001 till Katarina kyrka i Stockholm då den återuppfördes efter branden. 
Hon hade separatutställningar vid Prins Eugens Waldemarsudde i Stockholm 1972, Malmö museum 1974, Galleri Doktor Glas i Stockholm 1979, Konstakademien i Stockholm 1980 och 1997, Kalmar slott 1983, Galleri Svenska Bilder i Stockholm 1985, Galerie Aix i Stockholm 1989, Pinakoteket i Mörbylånga 1991, Kalmar konstmuseum 2002, Galleri Gröna Paletten i Stockholm 2006. Hon var representerad  i utställningen Experimentell textil som visades på  Skissernas museum 1997. Som tecknare medverkade hon i Nationalmuseums utställning Unga tecknare 1947 och 1950 samt i Sveriges allmänna konstförenings höstutställning på Liljevalchs konsthall 1945.
Kaisa Melanton var från 1943 gift med konstnären Erland Melanton. Hon blev ledamot av Konstakademien 1974.
Melanton är representerad vid bland annat Nordiska museet, Nationalmuseum, Röhsska museet, Moderna museet, Malmö museum, Helsingborgs museum och Victoria and Albert Museum

## Offentliga verk i urval
- Det fria ordet, triptyk (konstverk i tre delar) för fullmäktigesalen i Västerås stadshus, 1966-67. Teknik: ryssväv och snärjväv, mått: 630 x 360 cm (mittdelen) samt 630 x 310 cm (de bägge sidodelarna). Utförd vid Handarbetets vänner.
- Blå eld, ridå för Eskilstuna stadsbibliotekets hörsal, nu Lilla scenen i Eskilstuna teater, 1963. Teknik: ryssväv, mått: 475 x 910 cm. Utförd vid Handarbetets vänner.
- Halv G-klav, matta för Gustav V:s rökrum i Stockholms konserthus, 2002. Mått: 250 x 390 cm. Utförd vid Märta Måås-Fjetterström.
- Maria, Annas dotter, vävnad för Linköpings domkyrka 1988-89. Mått 315 x 250 cm. Utförd vid Handarbetets vänner.
- 13 verk för Kronofogdemyndigheten i Stockholm (1976-1980) på uppdrag av Statens Konstråd, verk som numer ägs av Nationalmuseum. Bland dem finns triptyken Liten tuva I, II och III (1976-80). Mått: 275 x 210 cm, 280 x 390 cm samt 280 x 212 cm. Utförda av konstnären själv med assistenten Mai Wellner.
- De kyrkliga textilierna för Vantörs kyrka[22] 1959 i samarbete med konstnären Randi Fisher.
- Vävnad för ett kapell i Strängnäs domkyrka[7]